# ضفدع أصفر البطن
ضفدع أصفر البطن (الاسم العلمي:Rana luteiventris) (بالإنجليزية: Great Basin spotted frog)‏ هو نوع من الحيوانات يتبع جنس الضفدع الحقيقي من فصيلة الضفادع الحقيقية.